# Aleurodiscus weirii
Aleurodiscus weirii är en svampart som beskrevs av Burt 1918. Aleurodiscus weirii ingår i släktet Aleurodiscus och familjen Stereaceae.   Inga underarter finns listade i Catalogue of Life.